# Les Poèmes de Michelle
Singles de Teri Moïse
Je serai là
(1996)
Les Poèmes de Michelle est le premier single de Teri Moïse sortie le 24 mai 1996.
Le titre atteint la 11e place du classement des ventes en France, alors que son premier album, édité en 1996, se classe 12e.
Teri Moïse a affirmé que cette chanson avait été inspirée par un reportage sur l'enfance exploitée.

## Crédits
Guitare acoustique : Nicolas Godin 
Arrangements : Étienne Wersinger
Arrangements (cordes), batterie, synthétiseur : Jean-Claude Ghrenassia
Clavinet : Étienne Wersinger
Basse : Henri Daguerre
Piano électrique Fender Rhodes : Jean-Philippe Dary
Cordes : Anne Causse, Bertrand Causse, Caroline Damas, Cécile Varliette, Florence Charlin
Synthétiseur : Étienne de Crécy 